# Balleroy-sur-Drôme
Balleroy-sur-Drôme – gmina we Francji, w regionie Normandia, w departamencie Calvados. Została utworzona 1 stycznia 2016 roku z połączenia dwóch wcześniejszych gmin: Balleroy oraz Vaubadon. Siedzibą gminy została miejscowość Balleroy. W 2013 roku populacja wyżej wymienionych gmin wynosiła 1434 mieszkańców.